# 7 ноември
7 ноември е 311-ият ден в годината според григорианския календар (312-ри през високосна). Остават 54 дни до края на годината.

## Събития
- 1659 г. – Сключен е Пиренейският договор, който слага край на Френско-испанската война.
- 1816 г. – Александър I Павлович – цар на Русия и крал на Полша учредява Варшавския университет.
- 1869 г. – Излиза първият брой на вестник „Свобода“, редактор на който е Любен Каравелов
- 1885 г. – Сръбско-българска война: Българските войски удържат победа над сръбската армия в Битката при Сливница.
- 1917 г. – Започва Октомврийската революция в Русия: В Петербург болшевиките на Владимир Ленин и Лев Троцки свалят правителството на Александър Керенски (25 октомври по стар стил).
- 1938 г. – Хершел Гринспан прострелва смъртоносно с 5 куршума в корема третия секретар на германското посолство в Париж Ернст фон Рат, което става формален повод за трагичните събития 2 дни по-късно (когато фон Рат умира от раните си), завършили с избиването на близо 100 евреи през така наречената „Кристална нощ“.
- 1942 г. – Втората световна война: Армейски части на Великобритания и САЩ навлизат в Мароко, окупирано от Нацистка Германия
- 1946 г. – В България е открито VI велико народно събрание.
- 1956 г. – Суецката криза: Общото събрание на ООН приема резолюция, която призовава Великобритания, Франция и Израел незабавно да изтеглят военните си сили от Египет.
- 1959 г. – Започват емисии на Българската телевизия, първият тв канал в България, известен днес като БНТ1
- 1982 г. – В Турция се провежда референдум за приемане на нова, трета поред конституция. Кенан Еврен е избран за президент със 7-годишен мандат.
- 1983 г. – В Турция се провеждат първите след военния преврат от 1980 парламентарни избори. Съставено е правителство начело с Тургут Йозал, което остава на власт до 1987 г.
- 1996 г. – НАСА изстрелва към Марс космическата сонда Марс Глобъл Сървейър.

## Родени
- 630 г. – Констант II, византийски император († 668 г.)
- 1674 г. – Кристиан III фон Цвайбрюкен, Пфалцграф на Цвайбрюкен-Биркенфелд († 1735 г.)
- 1787 г. – Вук Караджич, реформатор на сръбския език († 1864 г.)
- 1811 г. – Карел Яромир Ербен, чешки историк († 1870 г.)
- 1818 г. – Емил дю Боа-Реймон, германски физиолог († 1896 г.)
- 1834 г. – Любен Каравелов, български поет, писател, енциклопедист, журналист, етнограф; национален герой, поборник за освобождението на България от османска власт († 1879 г.)
- 1867 г. – Мария Кюри, полска физичка, лауреат на Нобеловата награда за физика и химия († 1934 г.)
- 1881 г. – Андре Мазон, френски филолог († 1967 г.)
- 1885 г. – Богдан Баров, български революционер († 1941 г.)
- 1885 г. – Иван Павлов Костов, български журналист († 1943 г.)
- 1886 г. – Арон Нимцович, датски шахматист († 1935 г.)
- 1887 г. – Елена Хранова, българска актриса († 1976 г.)
- 1887 г. – Иван Манев, български политик († 1925 г.)
- 1887 г. – Иван Сокачев, български писател († 1949 г.)
- 1888 г. – Венката Раман, индийски физик, Нобелов лауреат († 1970 г.)
- 1901 г. – Вергил Димов, български политик († 1979 г.)
- 1903 г. – Конрад Лоренц, австрийски зоолог, Нобелов лауреат, († 1989 г.)
- 1911 г. – Йосиф Цанков, български композитор († 1971 г.)
- 1913 г. – Албер Камю, френски писател, Нобелов лауреат († 1960 г.)
- 1925 г. – Уилям Уортън, американски писател († 2008 г.)
- 1926 г. – Джоан Съдърланд, австралийска оперна певица († 2010 г.)
- 1928 г. – Димитър Стоянов, български политик († 1999 г.)
- 1931 г. – Орлин Орлинов, български поет († 2013 г.)
- 1935 г. – Димитър Буйнозов, български актьор († 1995 г.)
- 1943 г. – Борис Громов, руски офицер
- 1943 г. – Майкъл Спенс, американски икономист, Нобелов лауреат
- 1944 г. – Луиджи Рива, италиански футболист
- 1950 г. – Таки Фити, икономист от Република Македония
- 1951 г. – Стефан Софиянски, български политик
- 1963 г. – Джон Барнс, английски футболист
- 1965 г. – Евгения Живкова, български дизайнер
- 1967 г. – Давид Гета, френски DJ
- 1968 г. – Елен Гримо, френска пианистка и писателка
- 1971 г. – Александър Янакиев, български футболист
- 1972 г. – Кристофър Даниъл Барнс, американски актьор
- 1973 г. – Юнджин Ким, американска актриса
- 1978 г. – Рио Фърдинанд, английски футболист
- 1981 г. – Лионел Кокс, белгийски стрелец

## Починали
- 739 г. – Вилиброрд, англосаксонски духовник (* 658 г.)
- 1850 г. – Феликс Арвер, френски поет (* 1806 г.)
- 1885 г. – Иван Бобев, български военен деец (* 1860 г.)
- 1942 г. – Григор Василев, български политик (* 1883 г.)
- 1943 г. – Абрам Рабинович, литовско-руски шахматист (* 1878 г.)
- 1944 г. – Кирил Христов, български писател (* 1875 г.)
- 1944 г. – Рихард Зорге, журналист, съветски шпионин (* 1895 г.)
- 1957 г. – Йордан Венедиков, български военен деец и историк (* 1871 г.)
- 1957 г. – Уилям Тарн, британски историк (* 1869 г.)
- 1959 г. – Алберто Гереро, чилийско-канадски композитор (* 1871 г.)
- 1962 г. – Елинор Рузвелт, първа дама на САЩ (1933 – 1945) (* 1884 г.)
- 1980 г. – Волфганг Вайраух, немски поет и белетрист (* 1904 г.)
- 1980 г. – Стийв Маккуин, американски актьор (* 1930 г.)
- 1990 г. – Лоурънс Даръл, британски писател (* 1912 г.)
- 1992 г. – Александър Дубчек, словашки политик (* 1921 г.)
- 2002 г. – Георги Енишейнов, български футболист (* 1929 г.)
- 2004 г. – Еди Чарлтън, австралийски играч на снукър (* 1929 г.)
- 2011 г. – Джо Фрейзър, американски боксьор (* 1944 г.)
- 2011 г. – Томас Сеговия, мексикански писател (* 1927 г.)
- 2013 г. – Манфред Ромел, германски политик (* 1928 г.)

## Празници
- Армения – Национален празник на виното в Армения
- Бангладеш – Празник на революцията
- Беларус – Празник на Октомврийската революция
- Киргизстан – Ден на пресата и информацията
- Народна република България и други страни от бившия социалистически блок – Празник на Октомврийската революция
- Русия – Ден на съгласието и обединението
- Тунис – Празник на Новата ера